# Wombwell (South Yorkshire)
Wombwell ist eine Kleinstadt und ein Ward im District Barnsley in der Grafschaft South Yorkshire, England. Historisch in der Region West Riding of Yorkshire gelegen, könnte der Ursprung des Namens „Womba's Well“, oder „Brunnen in einer Mulde“ bedeuten. Die Einwohnerzahl wird für 2019 auf 13.006 geschätzt.
Der Bahnhof Wombwell (früher Wombwell West) bedient die Linien Penistone und Hallam. Bis 1959 gab es einen weiteren Bahnhof (Wombwell Central) an der Strecke Barnsley-Doncaster, der geschlossen wurde, als diese Strecke ihren Personenverkehr einstellte. In Wombwell befanden sich zwei Zechen: Wombwell Main und Mitchells Main. Wombwell liegt in der Nähe der großen Einkaufs- und Freizeiteinrichtungen von Cortonwood und hat auch eine Reihe von lokalen Geschäften, von Cafés über Reisebüros bis hin zu Ladenketten in der Hauptstraße.
Wombwell hat einen Hauptfriedhof. Der Friedhof beherbergt zwei Kapellen, die unter Denkmalschutz stehen: eine davon wurde aufgrund eines Brandes in einen „Peace Garden“ im Freien ohne Dach umgewandelt, bevor sich die Gruppe gründete; die andere wurde zu einem „Community Hub“ renoviert.

## Persönlichkeiten
- Harold Warris Thompson (1908–1983), Chemiker
- Harold Goodwin (1917–2004), Schauspieler
- Michael Turnbull (* 1935), anglikanischer Bischof